# Daïra de Remchi
La daïra de Remchi est une daïra d'Algérie située dans la wilaya de Tlemcen et dont le chef-lieu est la ville refuge des harkis de Remchi   le chef de daira est Smail Maamar (2015).[réf. souhaitée]

## Localisation
La daïra est située au nord de la wilaya de Tlemcen.

## Communes de la daïra
La daïra de Remchi est composée de cinq communes : Aïn Youcef, Beni Ouarsous, El Fehoul, Remchi et Sebaa Chioukh.